# Concert de Brandenburg núm. 2
El Concert de Brandenburg núm. 2, BWV 1047, és el segon dels sis Concerts de Brandenburg compostos per Johann Sebastian Bach el 1721 i dedicats al marcgravi Ludwig de Brandenburg.

## Instruments
En aquest segon concert Bach combina de manera satisfactòria quatre instruments tan diferents com la trompeta, la flauta, l'oboè i el violí.
En aquest concert la tècnica de la combinatòria i el contrapunt és portada fins al límit enmig d'un ritme trepidant. No existeix un sol instrument solista, ni dos, ni tres; en son quatre, i tots ells al mateix nivell d'exigència per bé que la trompeta hi destaca per la seva potència sonora. L'art de concertare, en la seva màxima expressió.
Els punts de Bach detallen la formació instrumental:
À 1 Tromba, 1 Fiauto, 1 Hautbois, 1 Violino concertati, è 2 violini, 1 Viola è Violona in Ripieno col Violoncello è Basso per il Cembalo.

## Estructura
1. (Allegro)
2. Andante
3. Allegro